# Carolina (veleiro)
A barca Carolina foi uma embarcação veleira que conduziu, em 1862, partindo do porto de Antuérpia, Bélgica, 167 colonos até a hospedaria da Associação Central de Colonização, no Rio de Janeiro.

## Histórico
Em 2 de agosto de 1862, após chegada da barca sueca Carolina no porto do Rio de Janeiro, os imigrantes a bordo foram recebidos pela hospedaria da Associação Central de Colonização, os quais vinham das regiões dos Estados de Baden, Prússia, Oldenburgo e Bélgica.
No dia 6 de agosto do mesmo ano, os colonos seguiram para Santa Catarina a bordo do vapor Tocantins.

## Lista de passageiros

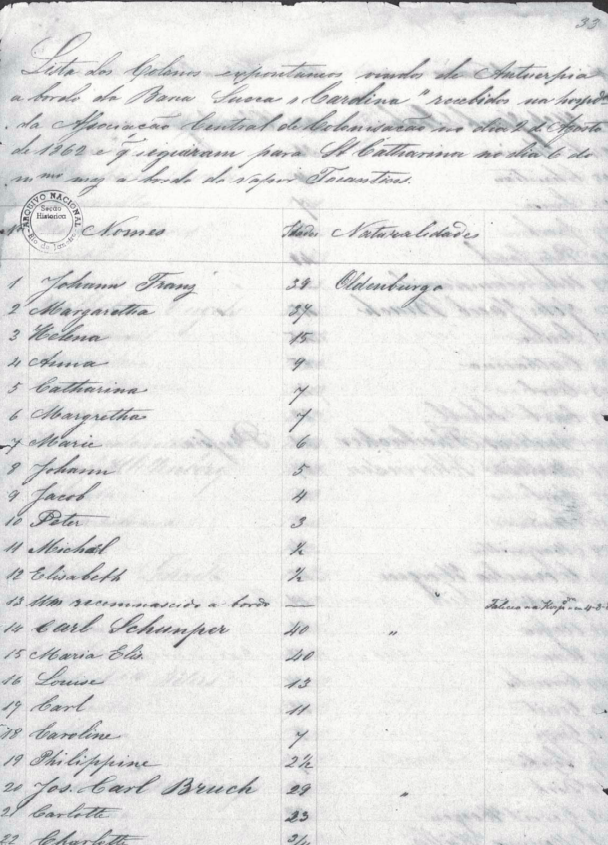
Lista dos colonos vindos da barca "Carolina"

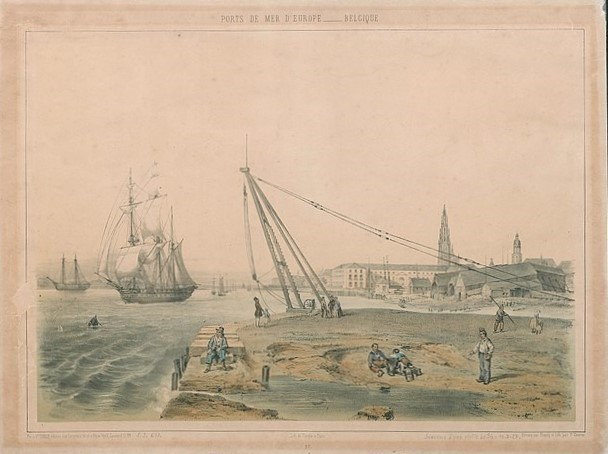
Porto de Antuérpia no séc XIX

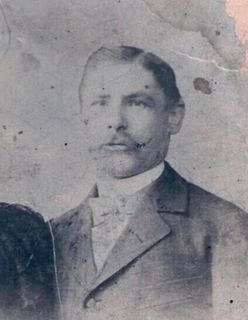
Clemens August Lehmkuhl

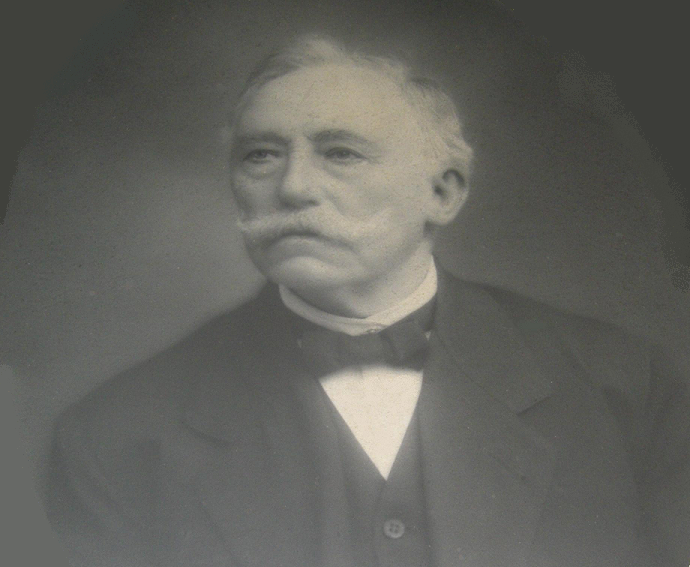
Coronel_Antonio_Lehmkuhl

- 01 Johann Franz
- 02 Margaretha
- 03 Helena
- 04 Anna
- 05 Catharina
- 06 Margaretha
- 07 Maria
- 08  Johann
- 09 Jacob
- 10 Peter
- 11 Michael
- 12 Elisabeth
- 13 recém-nascido
- 14 Carl Schunper
- 15 Maria Elis.
- 16 Louise
- 17 Carl
- 18 Caroline
- 19 Phillipine
- 20 Jos. Carl Bruch
- 21 Carlotte
- 22 Charlotte
- 23 Jacob Loch
- 24 Catharina
- 25 Christine
- 26 Louise
- 27 Jacob
- 28 Peter Jacob
- 29 recém-nascido
- 30 Joh. Jacob Bruch
- 31 Louise
- 32 Catharina
- 33 Carl
- 34 Carl Shell
- 35 Andreas Theilacker
- 36 Maria
- 37 Carl
- 38 Maria
- 39 Margaretha
- 40 Cornelia Maegen
- 41 Geeske
- 42 Aljen
- 43 Heen
- 44 Cornelis
- 45 Gerrit
- 46 Geesje
- 47 Sepke
- 48 Dirk
- 49 Maegen
- 50 Marine Küller
- 51 Friedrich Momm
- 52 Johanna
- 53 Wilhelm
- 54 Friedrich
- 55 Adam Bess
- 56 Elisabeth
- 57 Anton
- 58 Karl
- 59 Mannuel
- 60 Magdalena
- 61 Ludwig
- 62 Phillip
- 63 Johannes
- 64 Elisabeth
- 65 Anna
- 66 Catharina
- 67 Sophie
- 68 Johan Schadt
- 69 Anna
- 70 Fortunatus
- 71 Magdalena
- 72 Dumium
- 73 Veranicker
- 74 Catharina
- 75 Franz Anton
- 76 Anna Maria
- 77 Carolina
- 78 Elisabeth
- 79 Anna Maria
- 80 Adolphe Batthauer

- 81 Clemens August Lehmkuhl
- 82 Magdalena
- 83 Rosa
- 84 Melehios
- 85 Martin
- 86 Joseph
- 87 Johann
- 88 Wendelin Rupp
- 89 Louise
- 90 Sebastian
- 91 Johanna Weil
- 92 Peter Wilhelm Kaspers
- 93 Barbara
- 94 Emilie
- 95 Wilhelm
- 96 Friedrich
- 99 Fried Wihl Klopp
- 98 Frid. Wihl Hortmann
- 99 Carolina
- 100 Wilhelm
- 101 Julius
- 102 Eduard
- 103 Rosina
- 104 August
- 105 Julie
- 106 Peter Ruttgen
- 107 Peter Wilhelm
- 108 Clara
- 109 Margretha
- 110 Elisabeth
- 111 Johann
- 112 Agnes
- 113 August Mabe
- 114 Helena
- 115 Aratho
- 116 Franz Köpp
- 117 Magdalena
- 118 Margretha
- 119 Marie
- 120 Barbara
- 121 Lusanna
- 122 Margretha
- 123 Maria
- 124 Karl Schmitt
- 125 Margretha
- 126 Peter
- 127 Elisabeth
- 128 Bern. Anton Schmüller
- 129 Francisca
- 130 Franz Anton
- 131 Christoph
- 132 Elisabeth
- 133 Antonius
- 134 Bernard
- 135 Nicolaus Schmitt
- 136 Catharina
- 137 Johanna
- 138 Jacob
- 139 Nicolaus
- 140 Joseph
- 141 Carl
- 142 Catharina
- 143 Margaretha
- 144 Louise
- 145 Bernard Müller Weseler
- 146 Anton Kestering
- 147 Sophie
- 148 Francisca
- 149 Gertrud
- 150 Clara
- 151 Anton Brasilius
- 152 Hermann
- 153 Elisabeth
- 154 Wilhem
- 155 Bernard Lehmkuhl
- 156 Maria Anna

- 157 Bernard Anton
- 158 Elisabeth
- 159 August
- 160 Georg Anton
- 161 Hermann
- 162 Hermann Enkrott
- 163 Agnes
- 164 Joseph
- 165 Angela
- 166 Agnes
- 167 Anton